# Włodzimierz Stefański
Pour les articles homonymes, voir Stefański.
Włodzimierz Andrzej Stefański est un ancien joueur polonais de volley-ball né le 20 novembre 1949 à Wrocław (voïvodie de Basse-Silésie). Il mesure 1,92 m. Il totalise 267 sélections en équipe de Pologne.

## Clubs
| Club            | De        | À         |
| --------------- | --------- | --------- |
| Gwardia Wrocław |           |           |
| Skra Varsovie   | 1971-1972 | 1971-1972 |
| Resovia Rzeszów | 1972-1973 | 1975-1976 |
| Legia Varsovie  | 1976-1977 | 1979-1980 |
| KIMMO Lahti     |           |           |
| Mikheli Vauhti  |           |           |

## Palmarès
- Jeux olympiques (1)
  - Vainqueur : 1976
- Coupe des Coupes
  - Finaliste : 1973
- Championnat de Pologne (2)
  - Vainqueur : 1974, 1975
  - Finaliste : 1973
- Coupe de Pologne (1)
  - Vainqueur : 1975
  - Finaliste : 1974